# Baló Benjámin
Nagybaconi Baló Benjámin (1813 körül – Déva, 1869. április 19.) magyar református lelkész, esperes.

## Élete
Erdélyi származású; előbb óboldogfalvai és harói, az 1848-49-es szabadságharc idején brádi lelkész volt; innen a románok elől Aradra menekült, ahol lelkészi állást kapott, melyet 1849 februárjától 1859 novembérig töltött be. Szemtanúja volt az aradi vértanúk kivégzésének; evangélikus lelkész nem lévén, ő nyújtott lelki vigaszt gróf Leiningen-Westerburg Károlynak az utolsó estén, és ő értesítette az özvegyét. 1859-ben Dévára fogadott el meghívást. Itt 1866-ban a vajdahunyadi egyházmegye helyettes esperessé választotta, azonban a rendes esperesi posztot időközben bekövetkezett halála miatt már nem tudta betölteni.

## Művei
- Dicsénekek (hymnusok), angol után Coquerel Athanáz franczia fordítása után. Arad, 1855. (Folyóbeszédben gyermekek számára. Ism. P. Napló 1855. I. 19. sz.)
- Keresztyéntan 9–14 éves ref. gyermekek számára. Uo. 1856–63. 3 füzet. (Ism. P. Napló 1856. 298. sz.)
- Dicsénekek gyermekek számára Barbauldnő után. Kolozsvár, 1864.
- Új eget és új földet várunk (Ima és prédikáció). Arad, 1867.
- Kegyelet koszorú, melyet M. Németi gróf Gyulai Lajos feledhetetlen szülei emlékére azok születésének századfordulatán a fiui hála virágaiból szentel. Arad, 1868. (Demeter Lajos, Tokaji János és Tóth Imrével együtt.)

Szerkesztette az Aradi Utasító Naptárt 1857–60-ig.
Kiadta Sükösd Sámuel egyházi beszédeiből a Halotti beszédeket a szerző életrajzával. Arad, 1858.